# Mariya Ryemyen
Mariya Ryemyen (ucraniano: Марія Рємєнь nacida el 2 de agosto de 1987) es una atleta de sprint ucraniana que se especializa en los 100 metros. Ryemyen era parte (con Nataliya Pohrebnyak, Olesya Povh y Elizaveta Bryzhina) de los 4 x 100 femenino ucraniano que ganó el oro durante el Atletismo Europeo 2010 con 42,29 - el tiempo más rápido en el mundo ese año.

## Carrera
Terminó séptima en el Campeonato de Europa sub-23 de 2009. Ella también compitió en los Mundiales en pista cubierta de 2010 sin llegar a la final.
En 2011, compitió por el Fenerbahçe Athletics en Turquía. En los Juegos Olímpicos de 2012, Maria representado las Fuerzas Armadas de Ucrania y el club deportivo "Ukraina". En los Juegos Olímpicos de 2012 en Londres, ella y sus compañeros de equipo Olesya Povh, Hrystyna Stuy y Elizaveta Bryzghina llevaron la medalla de bronce en el relevo 4 x 100 metros estableciendo un nuevo récord nacional.
Actualmente se encuentra cumpliendo una sanción por dopaje de dos años por el uso de una sustancia prohibida, dianabol. La prohibición se extiende desde el 10 de enero de 2014 a 2 de marzo de 2016.